# Kracherbach
Der Kracherbach ist ein rund 0,6 Kilometer langer rechter Nebenfluss des Liebochbaches in der Steiermark. Er entspringt im nordwestlichen Teil der Gemeinde Sankt Bartholomä und fließt nach Nordosten, ehe er nordwestlich des Ortes in der Nähe der L 336 in den Liebochbach mündet.